# Hawái (película de 1966)
Hawái (en inglés: Hawaii, /həˈwɑjɪ/) es una película estadounidense de 1966. Es un drama épico dirigido por George Roy Hill que adapta la novela Hawái escrita por James A. Michener y publicada en 1959.  Hawái recibió siete nominaciones en la 39.ª ceremonia de los Premios Óscar, incluida la de mejor actriz de reparto (por Jocelyne LaGarde).

## Argumento
La cinta cuenta la historia de un estudiante de Teología de la Universidad Yale en 1820 (Max von Sydow) que, acompañado de su nueva novia (Julie Andrews), se convierte en un misionero calvinista en las islas hawaianas.

## Producción
La película se filmó en Old Sturbridge Village, en Sturbridge, Massachusetts, y en las islas de Kauai y Oahu en Hawái.